# Библиотека Сенат-хауса

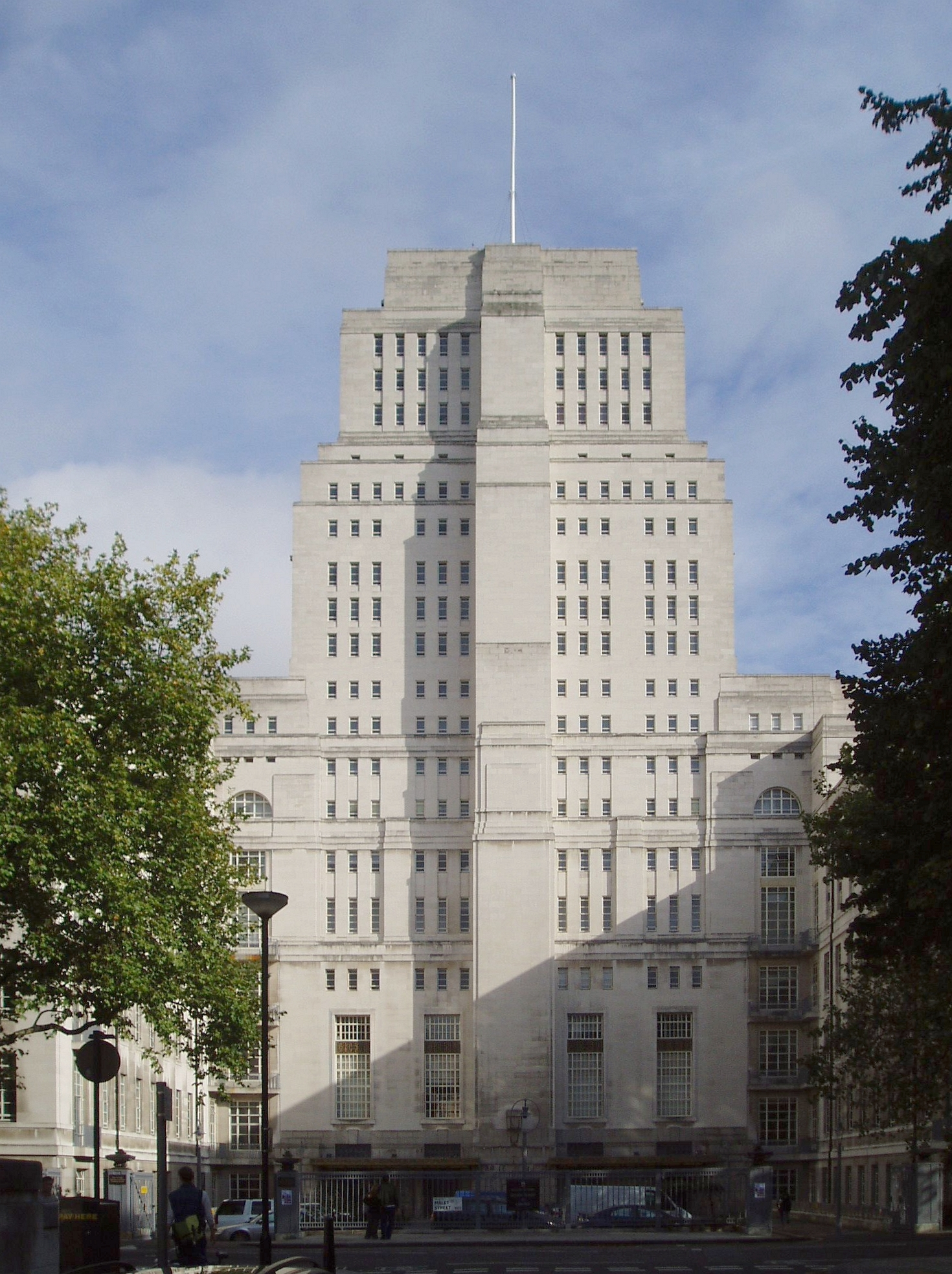
Сенат-хаус, здание библиотеки Сенат-хауса

Библиотека Сенат-хауса (англ. Senate House Libraries, SHL), ранее называлась Исследовательской библиотекой Лондонского университета, — собрание библиотек, базирующихся в Блумсбери, которые вместе составили обширную исследовательскую коллекцию по гуманитарным и социальным наукам. Под этим названием она существовала с 2011 по 2013 год.
SHL была подразделением Лондонского университета со штаб-квартирой в Сенат-хаусе на Рассел-сквер и была образована путем объединения бывшей библиотеки Лондонского университета (ныне Библиотека Сенат-хауса) и библиотек различных институтов, входящих в Школу перспективных исследований. Предыдущее зонтичное название, Служба научных библиотек Лондонского университета (ULRLS), было заменено на «библиотека Сенат-хауса» 1 апреля 2011 года в результате ребрендинга.
Следующие восемь библиотек были частью SHL:
- Библиотека Института изучения Америки[1]
- Библиотека Института перспективных юридических исследований[2]
- Библиотека Института классических исследований[3]
- Библиотека Института исследований Содружества[4]
- Библиотека Института германских и романских исследований[5]
- Библиотека Института исторических исследований[6]
- Библиотека Сенат-хауса[7]
- Библиотека института Варбурга[8]

Объединённые фонды библиотек составляют почти 3 миллиона томов, включая многие тысячи журналов и многочисленные глубокие и богатые коллекции исследовательских материалов по предметам в различных дисциплинах.
Собрание библиотек Сенат-хауса было реорганизовано в 2013 году; в 2014 году библиотека Сенат-хауса присоединена к Школе перспективных исследований. В настоящее время в Школе перспективных исследований есть четыре независимые библиотеки: библиотека Сенат-хауса и библиотеки Института перспективных юридических исследований, Института классических исследований, Института исторических исследований и Института Варбурга.